# Hubert Anson Newton
Hubert Anson Newton (n. 19 de marzo de 1830 - f. 12 de agosto de 1896) fue un astrónomo y matemático estadounidense, conocido por sus investigaciones sobre los meteoros.

## Biografía
Newton nació en Sherburne, Nueva York. Se graduó en la Universidad de Yale en 1850. El Mathematics Genealogy Project' muestra su asesor como Michel Chasles. En 1855, fue nombrado profesor de matemáticas en la Universidad de Yale. Estudia las leyes de los meteoritos y los cometas y su interrelación era su trabajo principal. Él trató de contribuir a la teoría expuesta por Denison Olmsted de Yale en 1833, que los meteoros eran parte de una masa de cuerpos que se mueven alrededor del Sol en una órbita fija.
En 1861, supervisó la labor de la Academia de Connecticut de las Artes y las Ciencias, en lo que respecta a los meteoros agosto y noviembre. Se convirtió en una autoridad mundial en los temas de los meteoritos y cometas. Ganó la medalla de oro de Smith de la Academia Nacional de Ciencias, fue elegido socio de la Real Sociedad Astronómica de Londres, se desempeñó como presidente de la Asociación Estadounidense para el Avance de la Ciencia (1885), y fue miembro extranjero de la Royal Society of Edimburgo.
Muchos de sus trabajos sobre los meteoros se publicaron en las Memorias de la Academia Nacional, el Diario de la Ciencia, y la revista American Journal of Science.